# Smidtia pauciseta
Smidtia pauciseta là một loài ruồi trong họ Tachinidae.